# NGC 6921
NGC 6921 (другие обозначения — PGC 64768, UGC 11570, MCG 4-48-1, IRAS20264+2533) — галактика в созвездии Лисичка.
Этот объект входит в число перечисленных в оригинальной редакции «Нового общего каталога».